# Coniopteryx (Xeroconiopteryx) botswana
Coniopteryx (Xeroconiopteryx) botswana is een insect uit de familie van de dwerggaasvliegen (Coniopterygidae), die tot de orde netvleugeligen (Neuroptera) behoort. 
Coniopteryx (Xeroconiopteryx) botswana is voor het eerst wetenschappelijk beschreven door Meinander in 1998.